# 盧奇齊 (盧茨克區)
50°37′6″N 25°23′1″E / 50.61833°N 25.38361°E
盧奇齊（烏克蘭語：Лучиці），是烏克蘭的村落，位於該國西部沃倫州，由盧茨克區負責管轄，始建於1577年，面積0.3平方公里，海拔高度184米，2001年人口140，人口密度每平方公里471.38人。